# Lucas Kazan
Lucas Kazan (Milano, 1º gennaio 1965) è un regista e produttore cinematografico italiano, che lavora nel campo della pornografia gay, fondatore della Lucas Kazan Productions.

## Biografia
Nato e cresciuto a Milano, nei primi anni novanta si trasferisce in California. Frequenta l'American Film Institute e dopo la laurea inizia a lavorare per piccole case di produzione, principalmente nel campo televisivo. Dopo aver conosciuto il regista pornografico Gino Colbert, tra il 1993 e il 1996 lavora come direttore di produzione per i film di Colbert e di Jeff Stryker, imparando il mestiere.
Dopo una lunga gavetta, nel 1997 debutta dietro alla macchina da presa, e grazie alla casa di produzione Men of Odyssey, realizza il suo primo lungometraggio pornografico intitolato Journey to Italy, omaggio al film di Roberto Rossellini Viaggio in Italia, ambientato in Italia e con un cast prevalentemente italiano. Nel 1998 fonda la sua casa di produzione, la Lucas Kazan Productions, con la quale produce titoli come Hotel Italia, Italian Style, Out in Tuscany, tutti caratterizzati dalla presenza di attori hard italiani e dalle ambientazioni mediterranee.
Nonostante la produzione abbia sede a Hollywood, Kazan ha sempre privilegiato ambientazioni europee, girando i suoi film tra Italia, Grecia, Spagna, Tunisia. Negli ultimi anni si è mosso soprattutto sul lago di Garda, in Toscana, in Puglia e Sicilia, lanciando sul mercato internazionale giovani attori provenienti da tutta Italia; fra i tanti, Ettore Tosi, Max Veneziano, Matthias Vannelli, Marco Ramazzotti, Daniele Montana.
Il suo film Italian Style, co-produzione con Kristen Bjorn, ha vinto nel 2001 un GayVN Award come miglior video straniero. Premio bissato nel 2006 con The School for Lovers e ancora nel 2009 con Italians and Other Strangers.
I modelli lanciati da Kazan sono apparsi sulle più importanti copertine di riviste del settore e hanno preso parte a vari libri fotografici, come Taste of Italy, pubblicato nel 2003 e Italian Style, pubblicato nel 2008 in occasione del decimo anniversario della Lucas Kazan Productions. Nel 2008, Kazan viene incluso nella GayVN Awards "Hall of Fame", per il contributo dato al settore pornografico gay.

## Filmografia
- Journey to Italy (1997)
- The Summoner (1998)
- Hotel Italia (1999)
- Across the Ocean (2000)
- Road to Naples (2000)
- Italian Style (2000)
- American Holidays (2001)
- L'elisir d'amore (2002)
- Maspalomas (2002)
- Out in Tuscany (2002)
- The Innkeeper (2003)
- A Sicilian Tale (2003)
- LKP Video Highlights (2003)
- Mykonos (2003)
- Under the Big Top (2003)
- Journey to Greece (2004)
- Backstage (2004)
- Italian for the Beginner (2004)
- Love and Lust (2005)
- Decameron: Two Naughty Tales (2005)
- The School for Lovers (2006)
- The Men I Wanted (2007)
- Sexcursions (2008)
- Italians and Other Strangers (2008)
- Daniel and His Buddies (2009)
- Sexcursions 05 (2009)
- Rough Tender (2010)
- Mambo Italiano (2011)